# Route nationale 64 (France)
Pour les articles homonymes, voir Route nationale 64 et N64.
La route nationale 64, ou RN 64, est une ancienne route nationale française reliant, jusque dans les années 1970, Charleville-Mézières à Lure par Verdun, Neufchâteau et Luxeuil-les-Bains.
La route a été entièrement déclassée à la suite de la réforme de 1972 et porte, selon les départements traversés, les numéros : RD 964, RD 764, RD 164 ou RD 64.

## Tracé

### De Charleville-Mézières à Douzy
La route est déclassée en RD 764. Elle traversait les communes de :
- Villers-Semeuse (km 0) ;
- Les Ayvelles ;
- Flize (km 4) ;
- Dom-le-Mesnil ;
- Sedan (km 18) ;
- Balan (km 20) ;
- Bazeilles.

De Bazeilles à Douzy, la route est reprise par l'actuelle RD 8043, l’ancienne RN 43.

### De Douzy à Neufchâteau

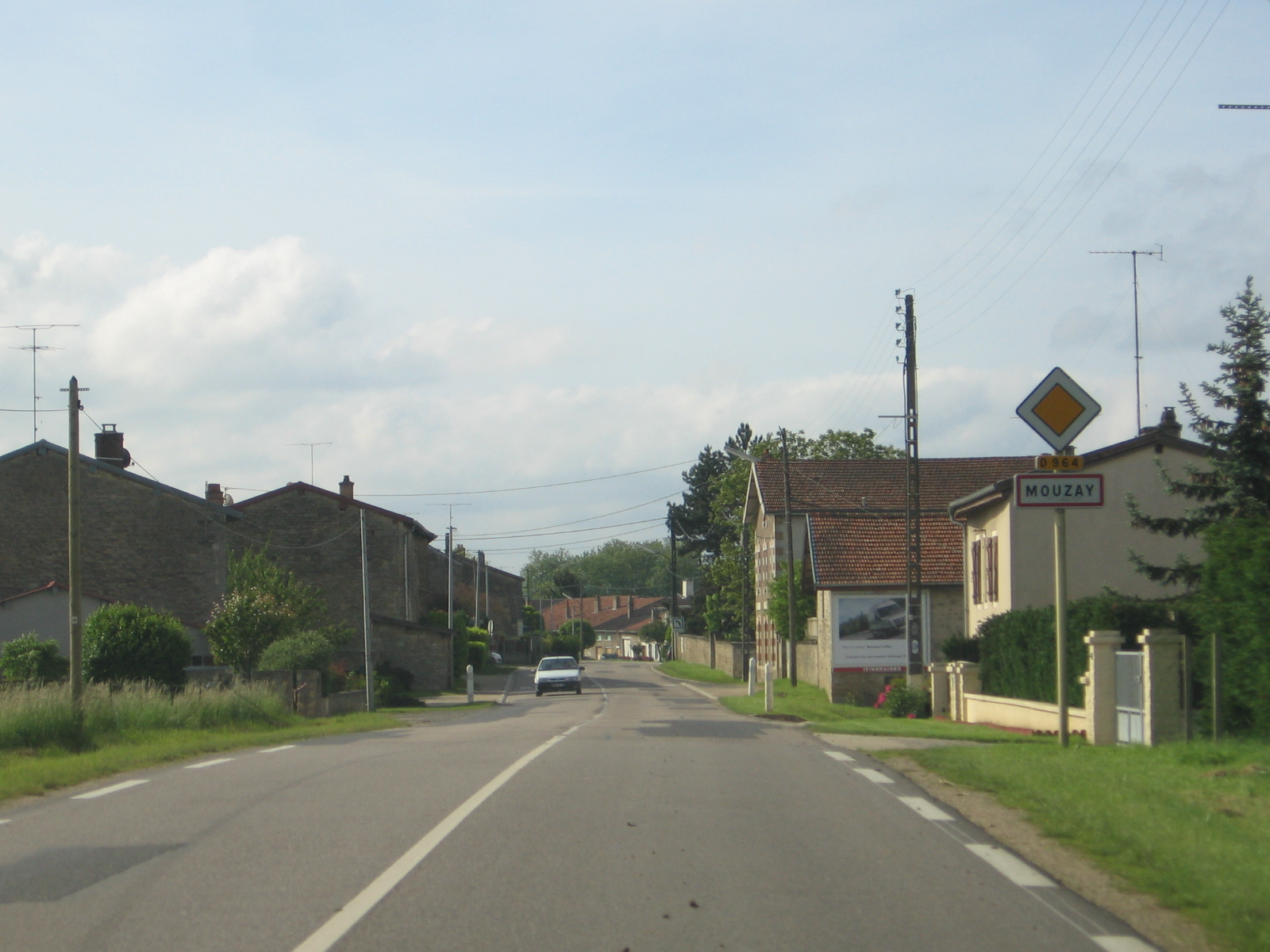
L'ancienne RN 64 à Mouzay.

La route est déclassée en RD 964 (RD 164 dans les Vosges). Elle traversait les communes de :

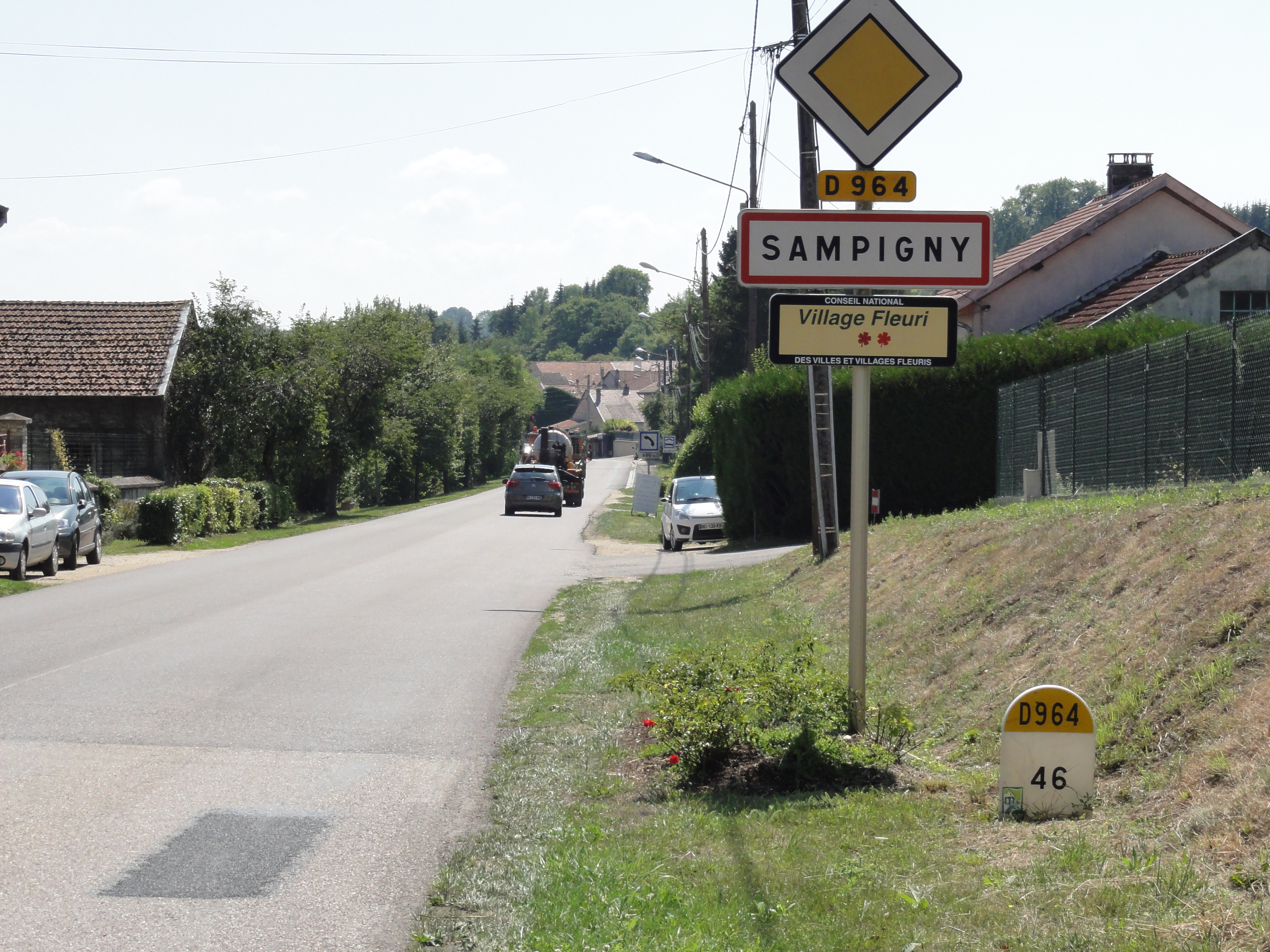
L'ancienne RN 64 à Sampigny.

- Mairy ;
- Mouzon (km 35) ;
- Moulins-Saint-Hubert ;
- Inor ;
- Martincourt-sur-Meuse ;
- Stenay (km 52) ;
- Mouzay ;
- Dun-sur-Meuse ;
- Liny-devant-Dun ;
- Sivry-sur-Meuse ;
- Consenvoye ;
- Brabant-sur-Meuse ;
- Samogneux ;
- Vacherauville ;
- Bras-sur-Meuse ;
- Belleville-sur-Meuse ;
- Verdun (km 97) ;
- Haudainville ;
- Dieue-sur-Meuse ;
- Génicourt-sur-Meuse ;
- Troyon ;
- Lacroix-sur-Meuse ;
- Rouvrois-sur-Meuse ;
- Saint-Mihiel (km 133) ;
- Sampigny ;

- Vadonville ;
- Lérouville ;
- Commercy (km 152) ;
- Void-Vacon (km 161) ;
- Vaucouleurs (km 171) ;
- Neuville-lès-Vaucouleurs ;
- Burey-en-Vaux ;
- Maxey-sur-Vaise ;
- Goussaincourt ;
- Greux (km 190) ;
- Domrémy-la-Pucelle (km 191) ;
- Coussey ;
- Neufchâteau (km 201).

### De Neufchâteau à Lure
La route est déclassée en RD 164 dans les Vosges, et RD 64 dans la Haute-Saône. Elle traversait les communes de :
- Landaville ;
- Aulnois ;
- Bulgnéville (km 224) ;
- Contrexéville (km 231) ;
- Dombrot-le-Sec ;
- Provenchères-lès-Darney ;
- Relanges ;
- Darney (km 250) ;
- Hennezel ;
- Gruey-lès-Surance ;
- Bains-les-Bains (km 273) ;
- Fleurey-lès-Saint-Loup ;
- Saint-Loup-sur-Semouse (km 289) ;
- Fontaine-lès-Luxeuil ;
- Luxeuil-les-Bains, tronçon commun jusqu'à Saint-Sauveur avec la route nationale 57 (km 302) ;
- Quers ;
- Lure (km 323).

Le tronçon de Luxeuil-les-Bains à Lure est une voie express à 2×2 voies.